# Zbigniew Klapa
Zbigniew Klapa (ur. 16 lipca 1952 w Grodzisku Wielkopolskim) – polski chodziarz długodystansowy. 

## Życiorys
Pięciokrotny zwycięzca maratonu Paryż-Colmar (ok. 520 km) w 1990, 1991, 1992, 1995 oraz 1999 roku.
Właśnie w roku 1999 uzyskał najlepszy rezultat, pokonując dystans 521 km w czasie 58 godzin i 53 minut. Dało to średnią prędkość marszu 8848 m/h. Wynik ten do dziś nie został pobity. 
Jest również posiadaczem najlepszego wyniku na świecie w chodzie na dystansie 200 km. W dniach 23 i 24 października 1983 roku w belgijskiej miejscowości Chapelle uzyskał wynik 19 godzin 55 minut i 7 sekund. Jak dotąd żadnemu innemu człowiekowi nie udało się pokonać tego dystansu w czasie poniżej 20 godzin. 
Przez wiele lat był pracownikiem administracyjnym w Nadleśnictwie Grodzisk.
Ma dwie córki: Monikę i Katarzynę.